# علم المورثات الغذائية
علم الموروثات الغذائية هو فرع من علوم الجينات الغذائية، وهو دراسة آثار الأطعمة والمواد الغذائية على التعبير الجيني. وهو مجال بحث يركز على تحديد وفهم التفاعل على مستوى الجزيئات بين العناصر الغذائية والمواد الأخرى ذات التأثير البيولوجي الغذائي في الجينوم. يدرس علم الجراثيم تأثير التباين الوراثي على التغذية من خلال تعبير الجين المترابط أو وتعدد أشكال النوكليوتيد امتصاص العناصر الغذائية، والتمثيل الغذائي، والتخلص أو الآثار البيولوجية. يهدف الحقل إلى تعزيز وسائل الإدراك لتحسين التغذية فيما يتعلق بالنمط الوراثي للفردمن خلال تحديد آلية تأثيرات المغذيات أو تأثيرات النظام الغذائي، يحاول علم جينات المغذيات تحديد العلاقة السببية أو العلاقة بين هذه العناصر الغذائية المحددة وأنظمة المغذيات المحددة (الحمية الغذائية) على صحة الإنسان. ارتبطت علم الموروثات الغذائية بفكرة التغذية الشخصية على أساس النمط الوراثي. في حين أن هناك أملا في أن الجينات السمية قد تمكن في نهاية المطاف هذه المشورة الغذائية الشخصية، فإنه لا يزال هناك علم لا يزال في مهدها ومساهمته في الصحة العامة على مدى العقد المقبل ليكون كبيرا. في حين يهدف علماء الموروثات الغذائية إلى تطوير فهم كيفية استجابة الجسم كله للغذاء عن طريق بيولوجيا النظم، يُعرف البحث في تأثير علاقة مركّبة /مفردة لمورّد غذائي بعلم الجينات الغذائية.